# Старі Кути (гміна)
Ґміна Кути Старе — адміністративна субодиниця Косівського повіту Станіславського воєводства. Утворена 1 серпня 1934 року згідно з розпорядженням Міністерства внутрішніх справ РП від 21 липня 1934 за підписом міністра Мар'яна Зиндрама-Косьцялковського під час адміністративної реформи. Село Старі Кути стало центром сільської ґміни Кути Старе. Ґміна утворена з попередніх самоврядних сільських гмін Бялоберезка, Кути Старе, Ростокі, Рожен Мали, Рожен Вєлькі, Тудюв.
У 1934 р. територія ґміни становила 133,07 км². Населення ґміни станом на 1931 рік становило 12 820 осіб. Налічувалось 3 096 житлових будинків.
Ґміна ліквідована в 1940 р. у зв’язку з утворенням Кутського району.